# William Steinberg (homme politique canadien)
Pour les articles homonymes, voir William Steinberg.
William Steinberg est le maire de la ville de Hampstead, situé sur l'île de Montréal (Québec, Canada).

## Propos sur la loi sur la laïcité de l'État
Le 5 avril,  le maire William Steinberg, a soulevé la controverse lorsqu'il a affirmé que le projet de loi sur la laïcité de l'État mené par le gouvernement québécois de Legault s'apparentait à du « nettoyage ethnique », propos aussitôt condamnés par le ministre québécois de l'Immigration Simon Jolin-Barrette,. Ses propos ont été unanimement dénoncé par la classe politique et plusieurs, dont le premier ministre du Québec, ont demandé des excuses,. Loin de retirer ses paroles, le 9 avril, M. Steinberg a plutôt indiqué qu'il préférera l'expression « nettoyage ethnique pacifique » à l'avenir. Le 10 avril, le premier ministre du Canada a également demander au maire de Hampstead de s'excuser. Le 12 avril, la mairesse de Montréal, alors en voyage à l'étranger, a fait savoir qu'elle était « indignée » par les paroles de M. Steinberg.